# Троїцький Китаївський чоловічий монастир
Троїцький Китаївський чоловічий монастир — монастир у Києві, місцевість Китаїв. Діяв у XVIII — на початку XX століття. Відновлений у 1993 році. Межує з історичною місцевістю Корчувате. Належить до УПЦ (Українська православна церква московського патріархату).

## Історія
Засвідчена документами історія обителі починається з 1716 року, і вже з цього ж століття Китаїв зажив слави київського Афону (тобто тихого, затишного місця), ставши місцем паломництва. Найвідомішими з китаївських старців (подвижників-ченців) були Досифей і Феофіл.
До кінця XIX століття остаточно склався архітектурний ансамбль монастирського подвір'я, яке мало форму шестикутника. До нього увійшли цегляна Троїцька церква (1763–1768), зведена лаврським будівничим Степаном Ковніром, 45-метрова дзвіниця, трапезна з церквами Дванадцяти апостолів і Трьох російських святителів — Петра, Олексія та Іони, будинок настоятеля, братський корпус, двоповерховий дім для старих священнослужителів, келійні корпуси та цегляна огорожа з економічною брамою. З 1898 року на території господарчого двору діяв лаврський свічний завод. До нового корпусу богодільні 1904 року прибудовано церкву святого Серафима Саровського. У розбудові монастиря брали участь славетні київські зодчі Андрій Меленський, Володимир Ніколаєв та інші.
З кінця XVIII століття Китаїв стає популярним місцем відпочинку. Серед найвідоміших китаївських дачників слід відзначити Григорія Сковороду, Миколу Лисенка, Михайла Грушевського. Звідси почався творчий шлях славетного тенора Івана Козловського.

Китаївська пустинь, імовірно кінець ХІХ століття
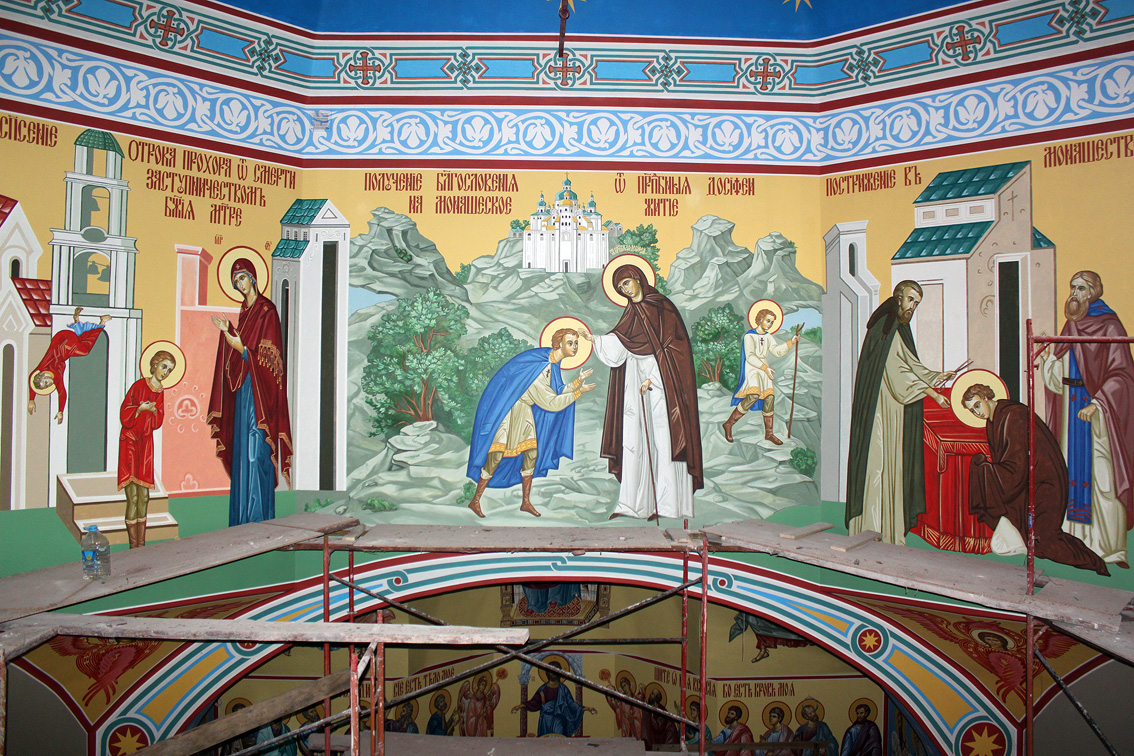
Розпис храму Серафима Саровського
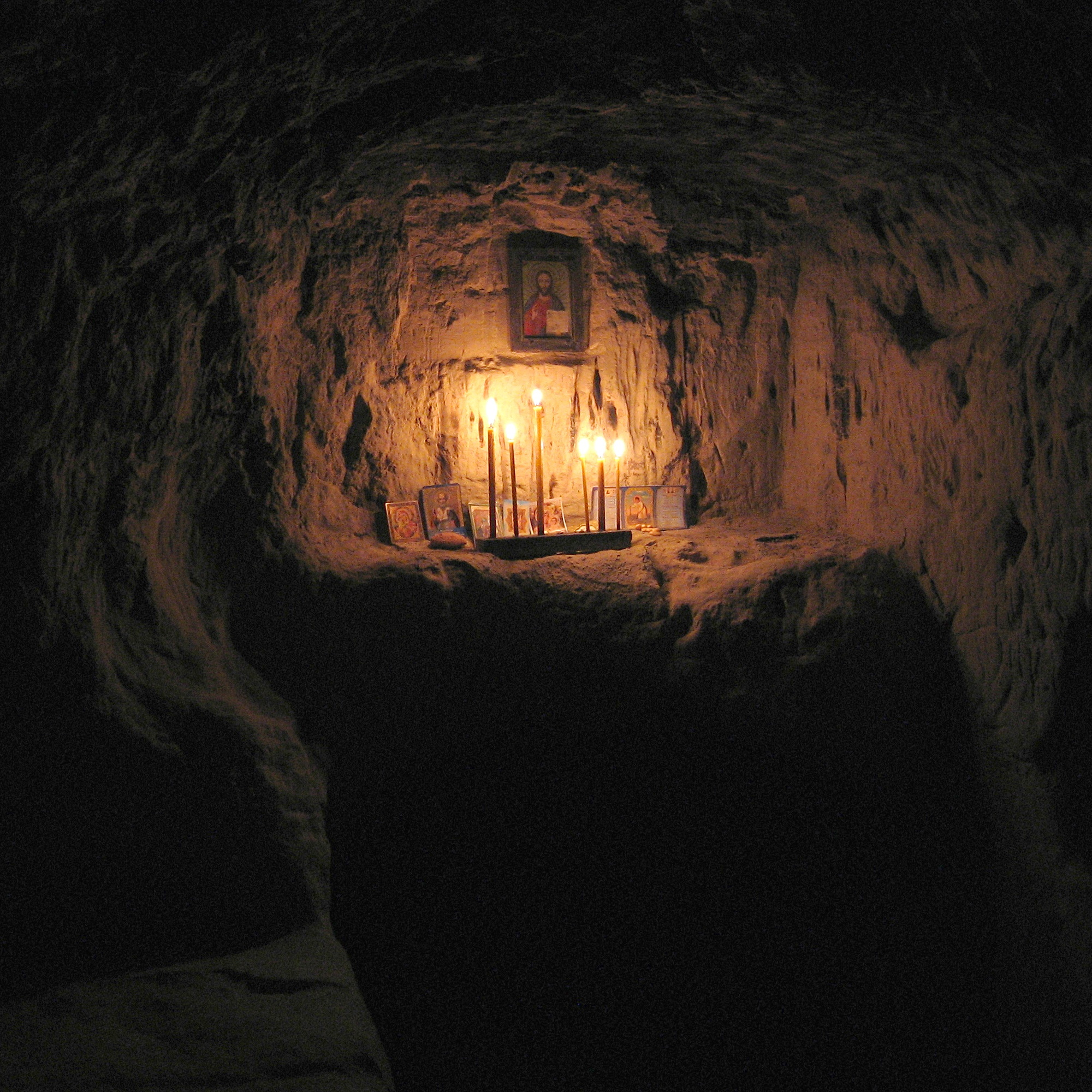
Келія у печерах Китаївського монастиря
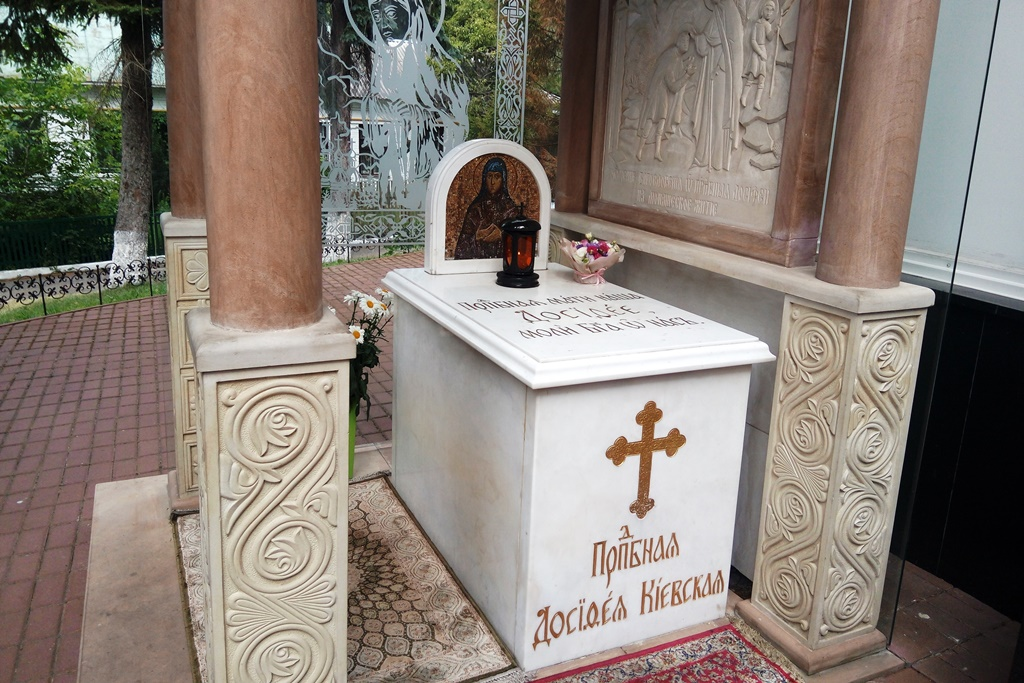
Могила Досифеї Київської біля Свято-Троїцького храму

У 1920-ті роки храми продовжували діяти, але сама пустинь ченцям уже не належала: у келіях розмістилася дитяча колонія, частина споруд використовувалася сільськогосподарськими закладами. 1930 року пустинь було остаточно ліквідовано, територію та будівлі передано Всесоюзному дослідному інституту плодового та ягідного господарства, організованому Володимиром Симиренком (з 1954 року — Український НДІ садівництва). Дзвіниця розібрана у 1932 році, інші споруди сильно постраждали під час Другої світової війни. Після війни у пустині розміщувалися Республіканський навчально-виробничий комбінат бджільництва і Український науково-дослідний інститут захисту рослин.

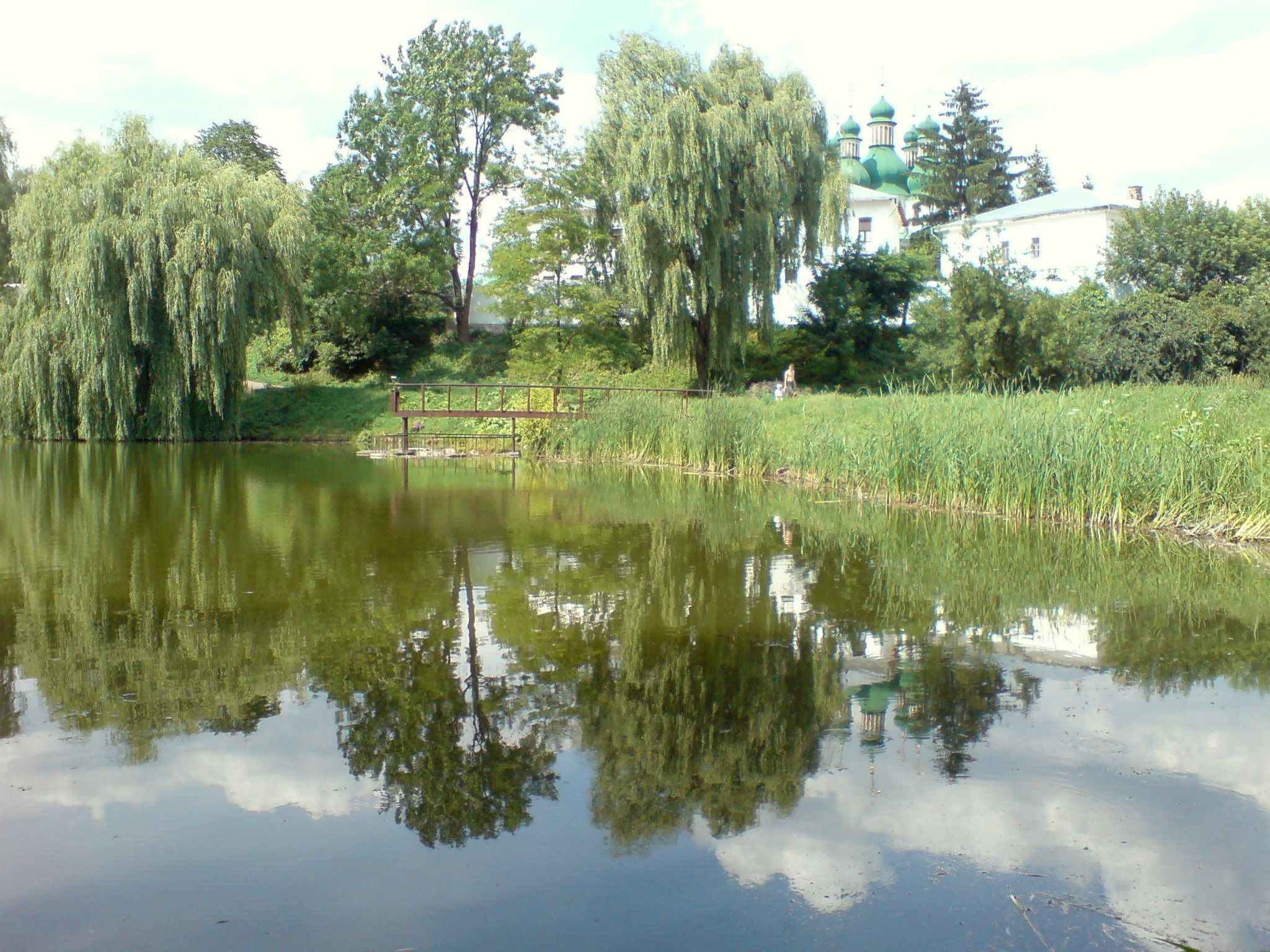
Сучасний вигляд

У 1990 році у Троїцькій церкві було зареєстровано парафію, і після ремонту тут розпочалися богослужіння. Невдовзі храм разом з відремонтованою трапезною та келіями було передано УПЦ МП. У 1993 році в храмі Дванадцяти апостолів, який є частиною трапезного корпусу, було відроджено скит Києво-Печерської лаври, першим начальником якого став архімандрит Пафнутій (Россоха, у схимі Феофіл; 1929—1996). Після археологічних досліджень 1993—1994 років було впорядковано печери, де освячено храм в ім'я Преподобного Досифея Київського. 1996 року обитель зі скита було перетворено на самостійний монастир. У 2010 році парафію було ліквідовано, і Троїцький храм став головним храмом обителі.

## Історичні духовні персоналії
У 1776 році монастир відвідав 22-х річний юнак Прохор Мошнін з Курська. Відомий чернець-дівиця Досифей вказав юнаку на Саровську пустинь як місце постійного чернецтва. Прохор виконав настанови Досифеї та ввійшов у світову православну історію як святий чернець Серафим Саровський.
Християни Корчуватого трепетно зберігають пам’ять про ці важливі історичні події, оскільки знаменитий чернець, під час перебування в Китаївській пустині, проживав у віруючих селища Корчувате, що межує з відомими Китаївськими печерами, де постійно перебував чернець-дівиця Досифей.

## Галерея

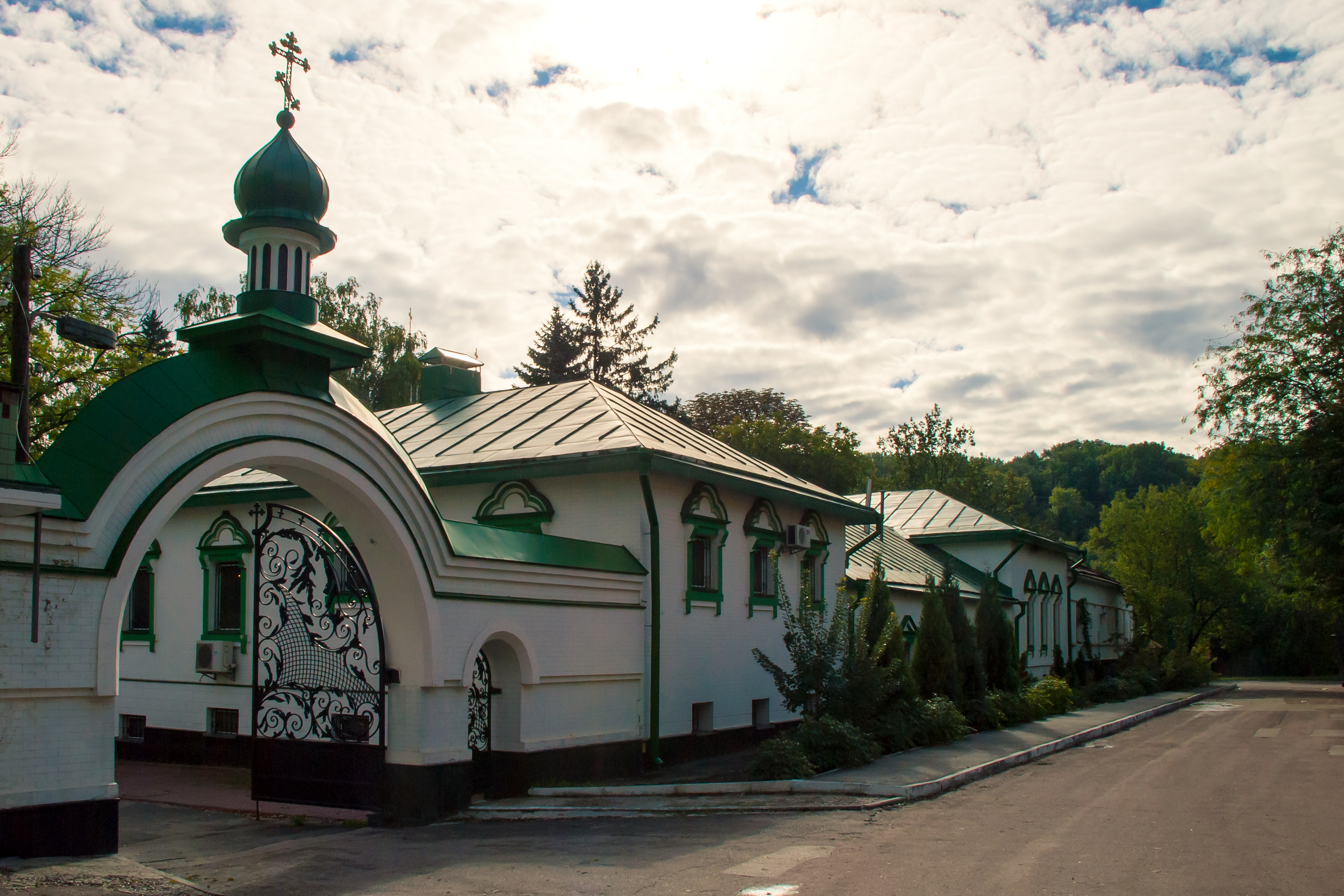
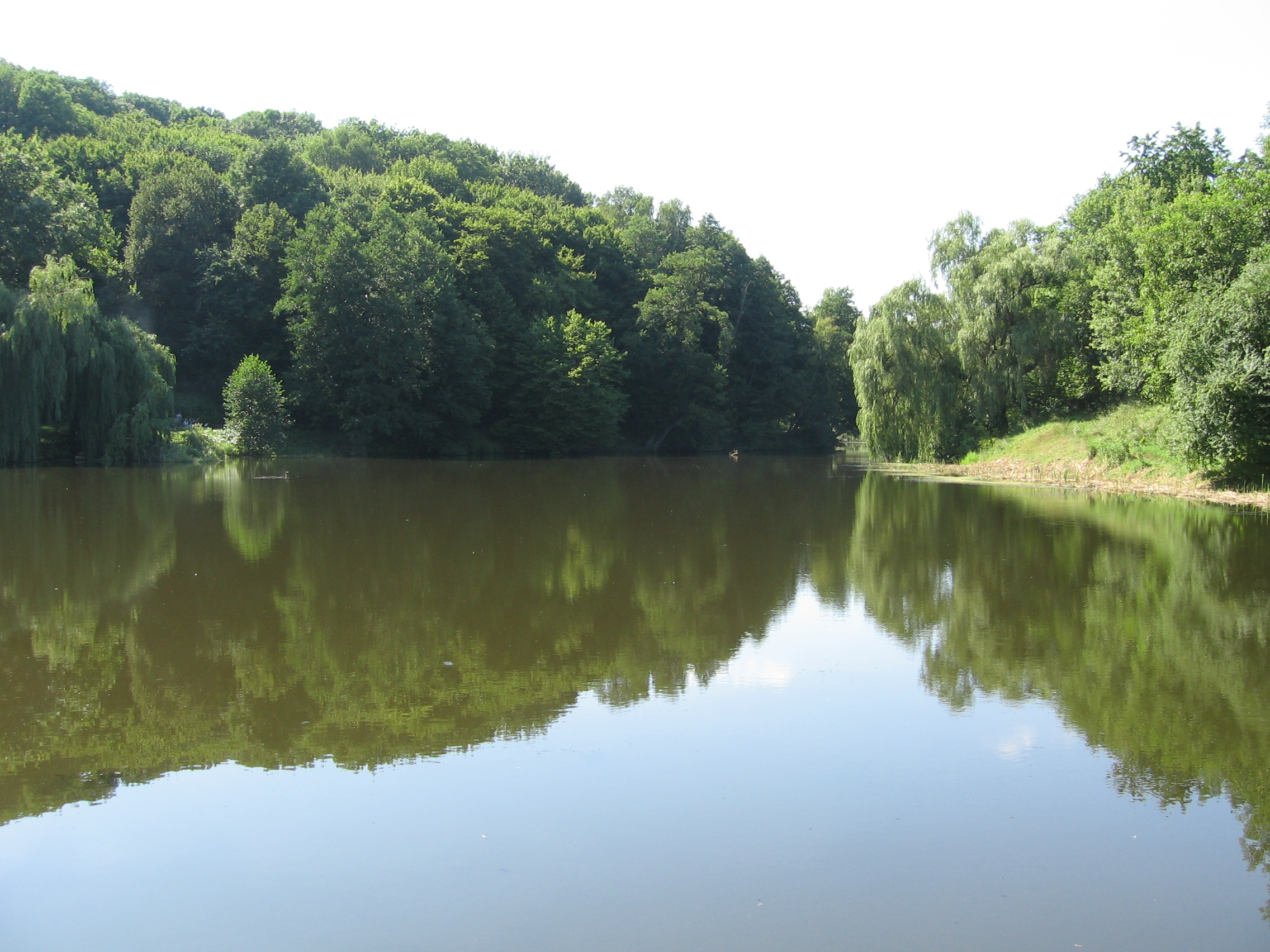
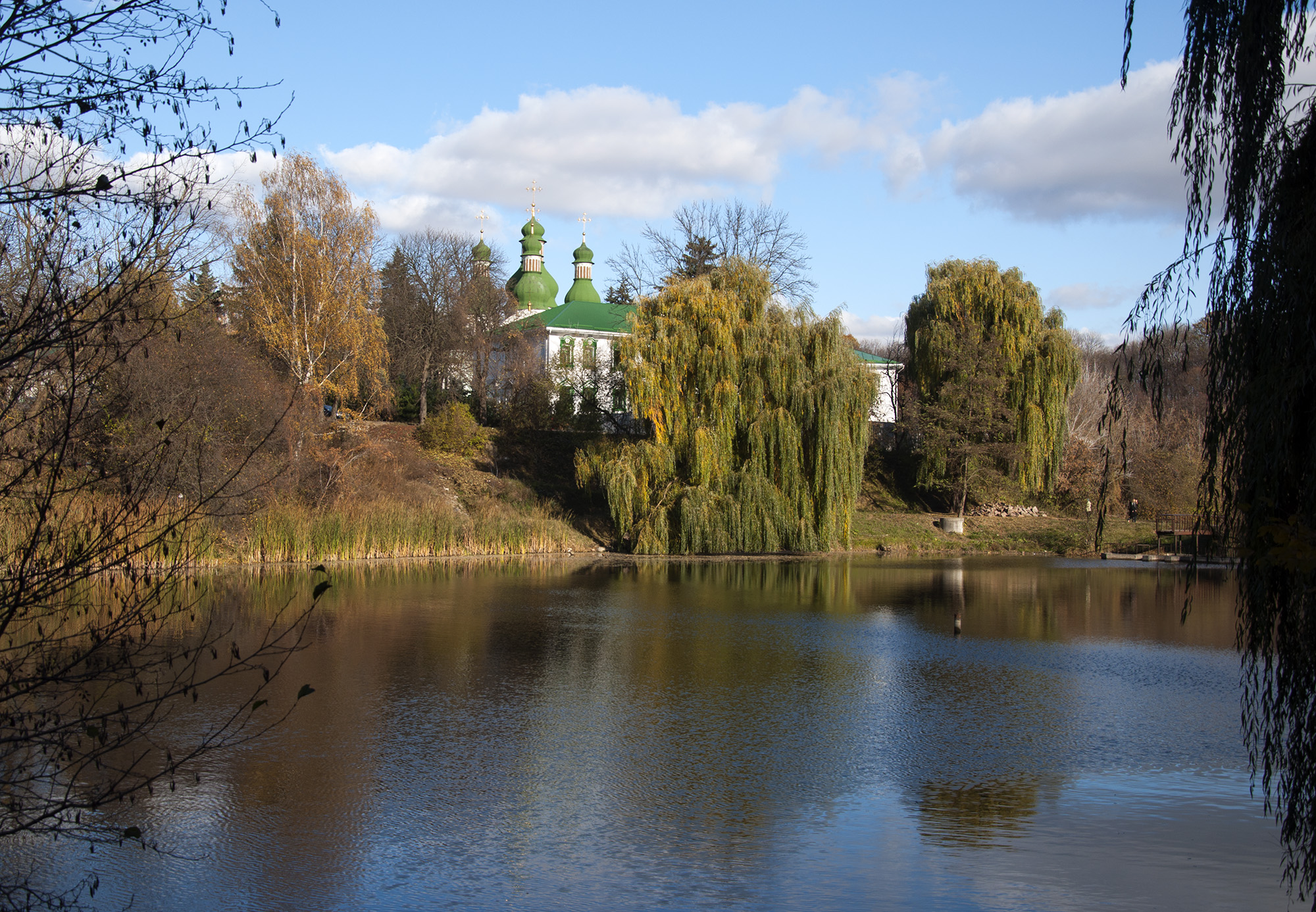
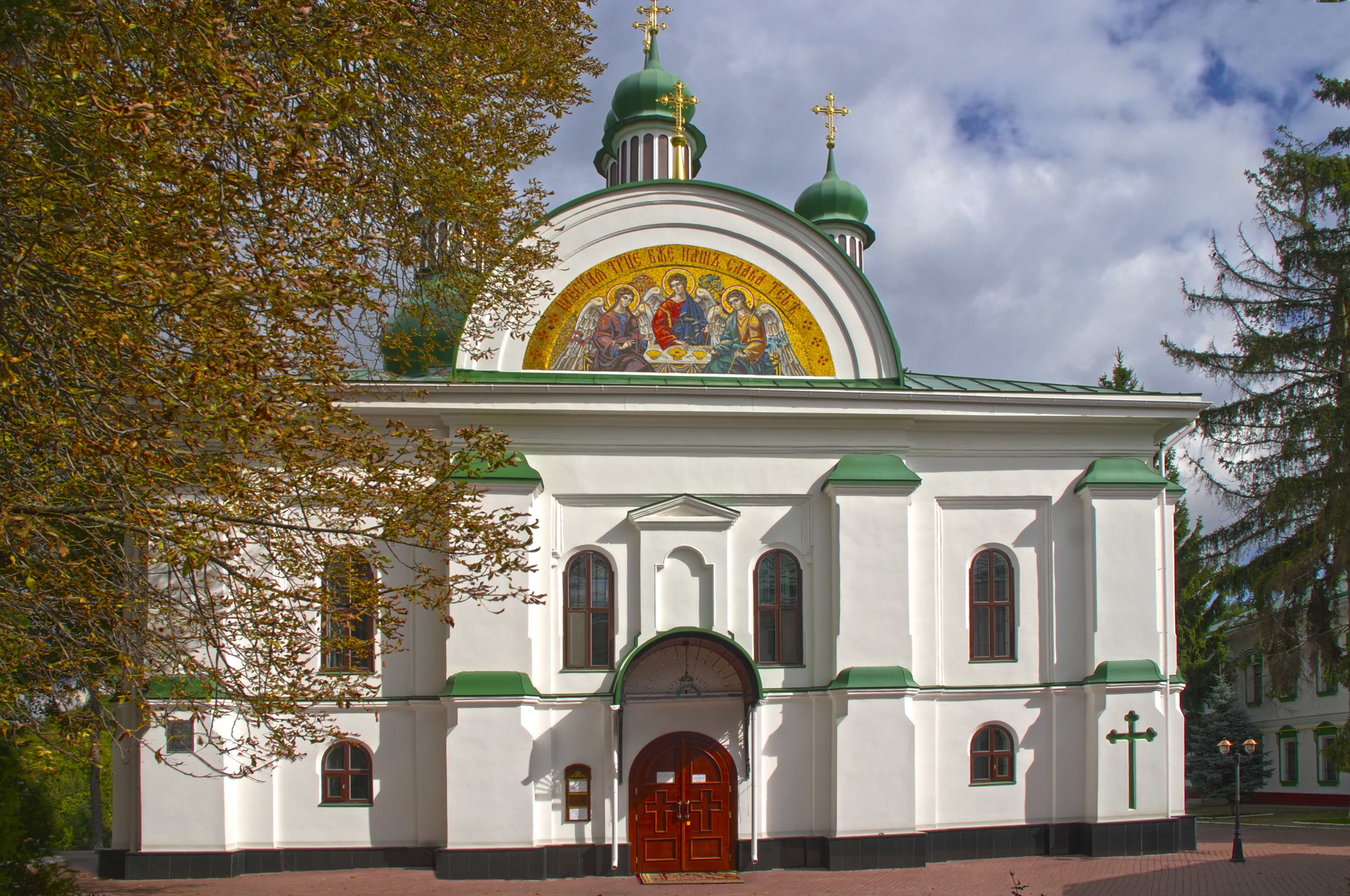
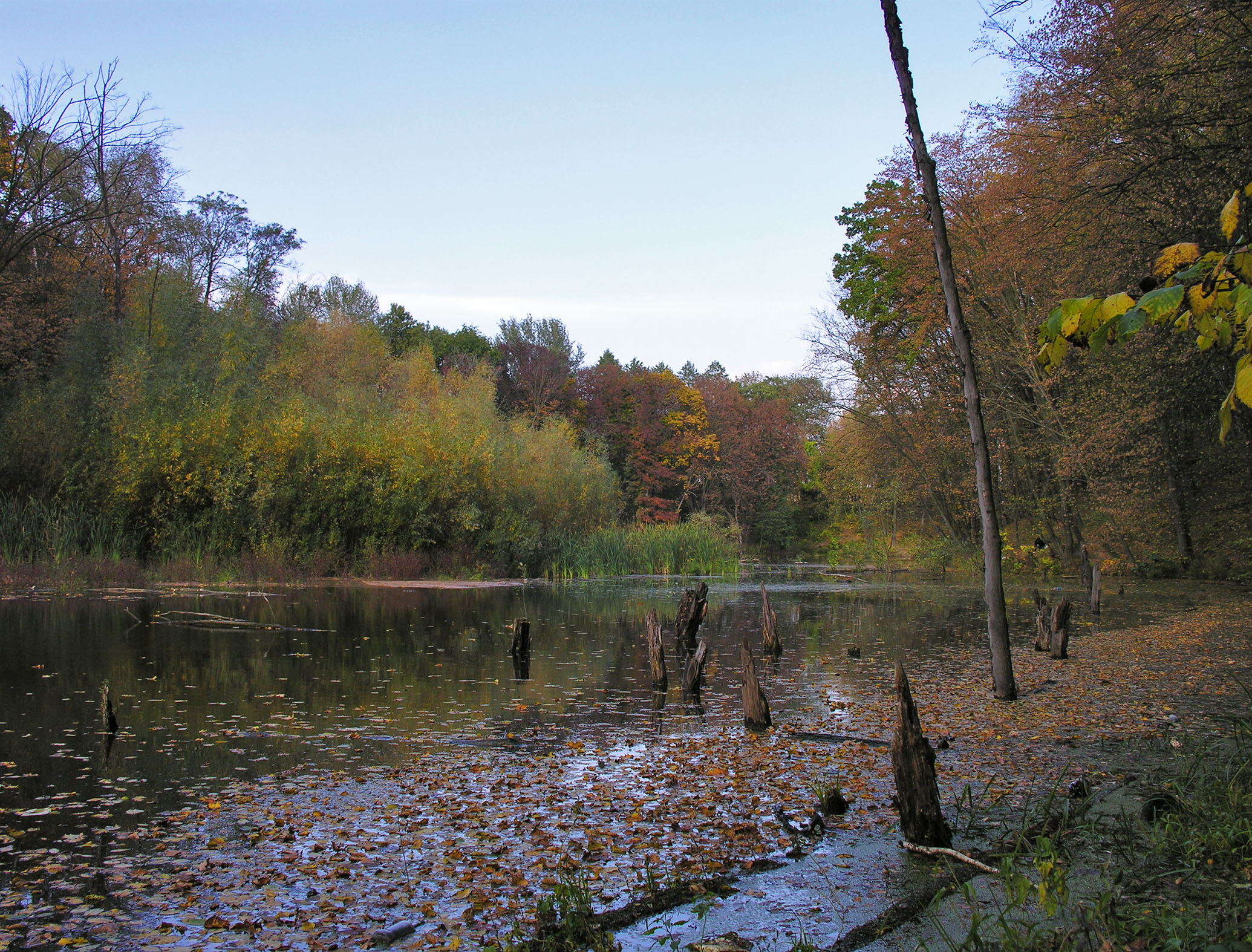
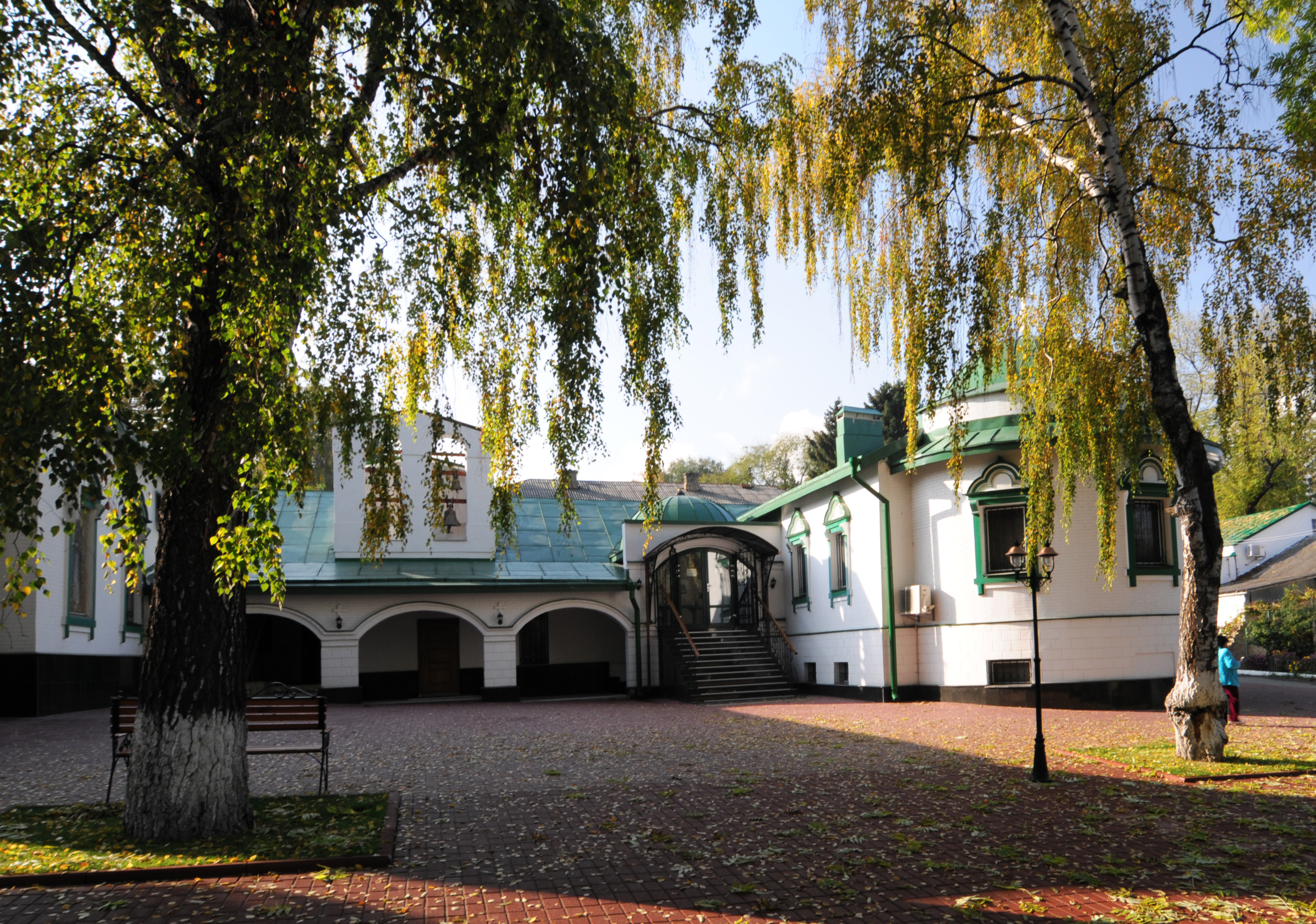
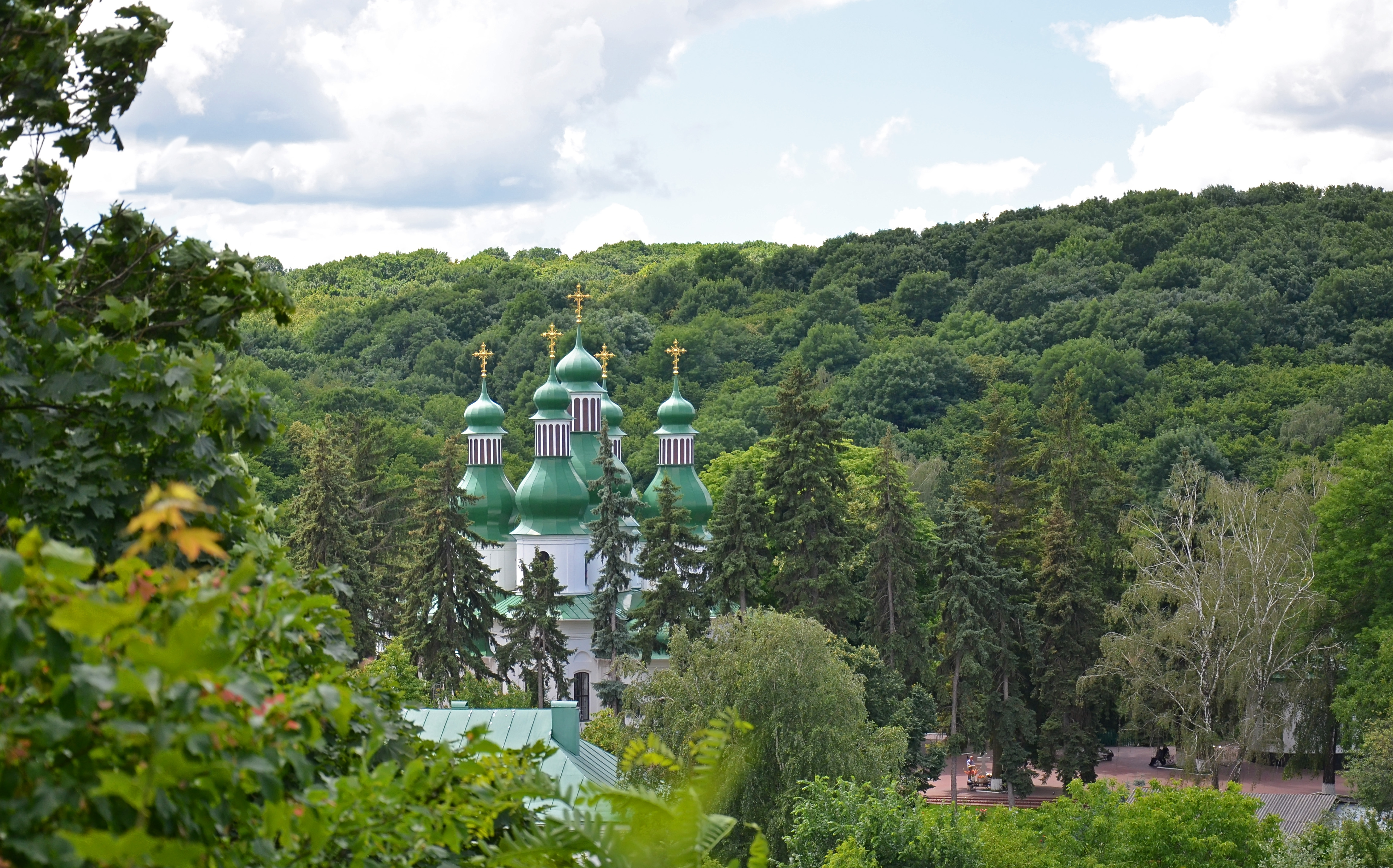
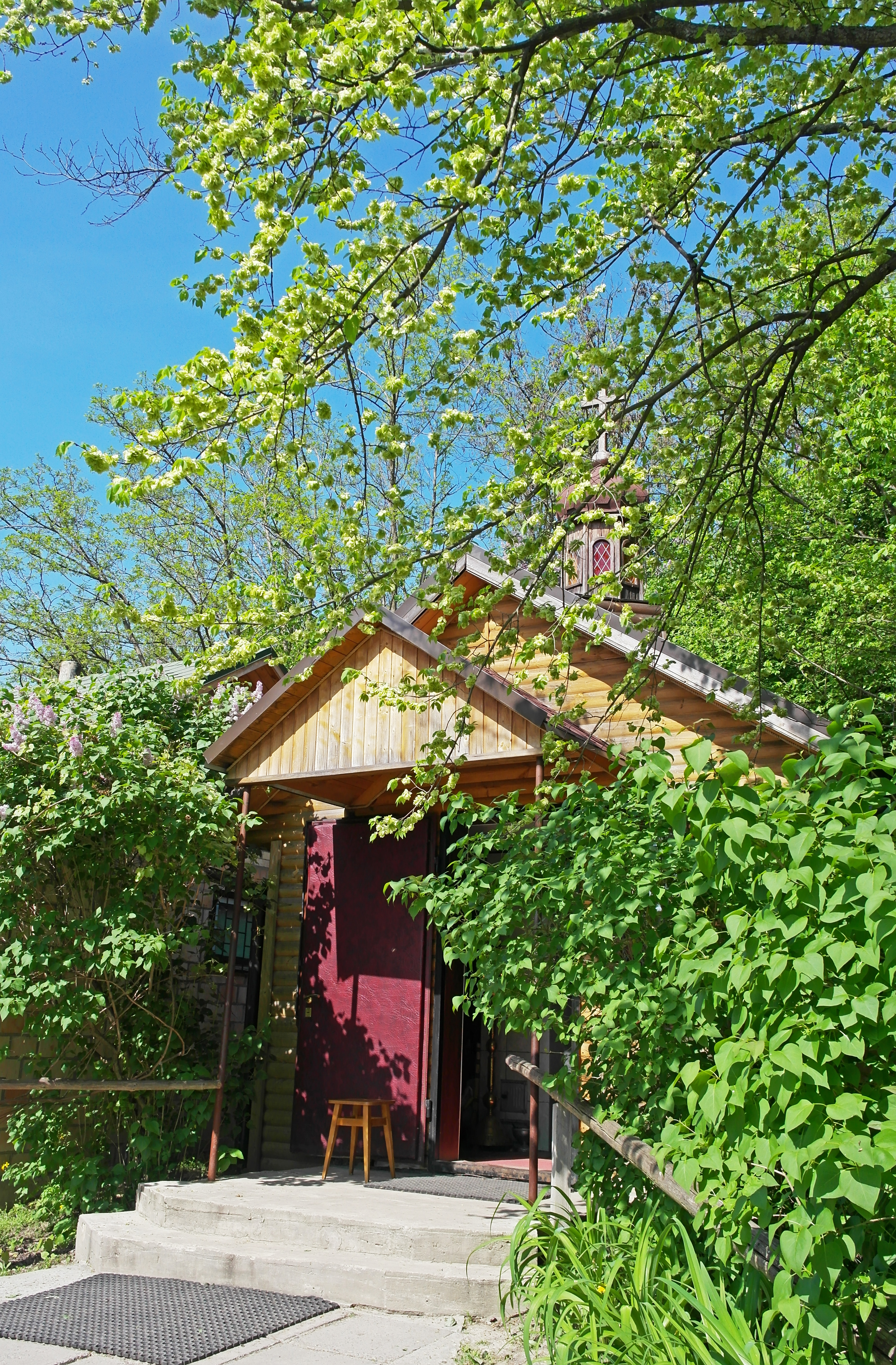
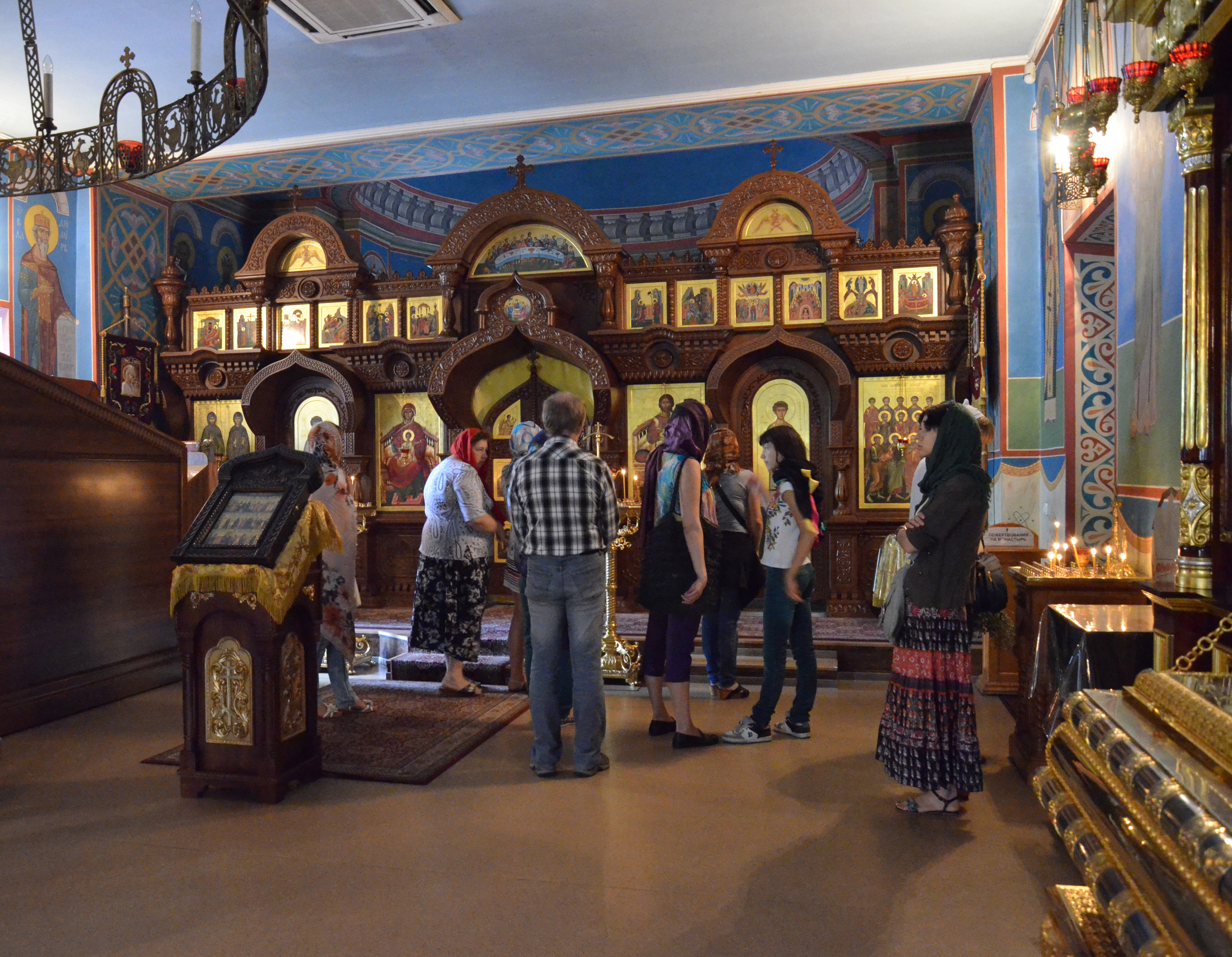